# بوبي ماك
بوبي ماك (بالإنجليزية: Bobby Mack)‏ هو موسيقي وعازف قيثارة أمريكي، ولد في 19 يونيو 1954 في فورت وورث في الولايات المتحدة.

## وصلات خارجية
- الموقع الرسمي